# Sonja Frühsammer
Sonja Frühsammer (* 9. Mai 1969 in Adelaide (Australien) als Sonja Kugel) ist eine deutsche Köchin. 

## Werdegang
Sonja Frühsammer wurde in Australien geboren. Ihre Eltern stammen aus Berlin, die Mutter war Tanztherapeutin, der Vater Tischler. 1973 kam die Familie nach Berlin zurück. Frühsammer machte Abitur am Erich-Hoepner-Gymnasium in Charlottenburg.
Sie studierte zunächst und arbeitete als Küchenhilfe in der Kantine und im Vorstandscasino der Firma Siemens. Dort entschied sie sich, eine Ausbildung zur Köchin zu absolvieren. Sie kochte später bei Karl Wannemacher im Restaurant Alt Luxemburg. 1998 baute sie mit dem Sterne-Koch Peter Frühsammer (* 1959) das Cateringunternehmen Servino auf.
2005 wurde sie Küchenchefin in der Gastronomie des Grunewalder Tennisclubs. 2007 heiratete sie Peter Frühsammer und gründete mit ihm das Frühsammers Restaurant. Sie übernahm die Küchenleitung und Peter Frühsammer die Rolle als Gastgeber und Sommelier. Das Ehepaar schloss das Lokal im Dezember 2022.
Sonja Frühsammer kocht mit mediterraner und asiatischer Note.

## Privatleben
Frühsammer hat zwei Kinder aus erster Ehe, geboren 1994 und 1996.

## Auszeichnungen
- 2008: Aufsteigerin des Jahres, Berlin-Partner[6]
- 2012: 17 Punkte im Gault Millau 2013
- 2014: Ein Stern im Guide Michelin 2015 für das Restaurant Frühsammers in Berlin
- 2014: Aufsteiger des Jahres, Frankfurter Allgemeine Zeitung
- 2015: Berliner Meisterköchin 2015[7]